# Грушовое (Калачеевский район)
Грушёвое — хутор в Калачеевском районе Воронежской области.
Входит в состав Хрещатовского сельского поселения.

## География

### Улицы
- ул. Труда,
- ул. Широкая.

## История
Грушëвое – хутор, который находился на территории Хрещатовского сельсовета. Образован крестьянами-малороссами слободы Хрещатой. В 1856 году было 22 двора с населением 204 человека. В 1903 году открыта школа, в которой обучалось 18 мальчиков и 6 девочек. Во время коллективизации образована сельхозартель «Звезда», которая, в начале 30-х годов, вошла в состав хрещатовского колхоза им. Буденного. При разукрупнении колхозов в 1934 году в Грушёвом образован колхоз имени Крупской, переименованный впоследствии в колхоз им. Дзержинского. При укрупнении колхозов в начале 50-х годов хуторские хозяйства вошли в состав хрещатовского колхоза «Рассвет». В 1976 году в хуторе – 58 дворов с населением 188 человек. На январь 1996 года – 40 дворов с населением 90 человек. Название хутор получил по урочищу Грушовому.